# Comuna Ghelința, Covasna
Ghelința (în maghiară Gelence) este o comună în județul Covasna, Transilvania, România, formată din satele Ghelința (reședința) și Harale.
În trecut, pe teritoriul comunei se exploata petrol.

## Monumente
Biserica romano-catolică Sf. Emeric (Szent Imre) din Ghelnița, cu valoroase fresce din prima jumătate a sec. al XIV-lea.

## Demografie
Componența etnică a comunei Ghelința
     Maghiari (92,03%)
     Romi (3,72%)
     Alte etnii (0,85%)
     Necunoscută (3,4%)
Componența confesională a comunei Ghelința
     Romano-catolici (91,86%)
     Reformați (2,22%)
     Alte religii (2,22%)
     Necunoscută (3,7%)
Conform recensământului efectuat în 2021, populația comunei Ghelința se ridică la 4.917 locuitori, în creștere față de recensământul anterior din 2011, când fuseseră înregistrați 4.815 locuitori. Majoritatea locuitorilor sunt maghiari (92,03%), cu o minoritate de romi (3,72%), iar pentru 3,4% nu se cunoaște apartenența etnică. Din punct de vedere confesional, majoritatea locuitorilor sunt romano-catolici (91,86%), cu o minoritate de reformați (2,22%), iar pentru 3,7% nu se cunoaște apartenența confesională.

## Politică și administrație
Comuna Ghelința este administrată de un primar și un consiliu local compus din 15 consilieri. Primarul, Botond-János Ilyés[*], de la Uniunea Democrată Maghiară din România, este în funcție din octombrie 2020. Începând cu alegerile locale din 2024, consiliul local are următoarea componență pe partide politice:
|  | Partid                                     | Consilieri | Componența Consiliului | Componența Consiliului | Componența Consiliului | Componența Consiliului | Componența Consiliului | Componența Consiliului | Componența Consiliului | Componența Consiliului | Componența Consiliului | Componența Consiliului | Componența Consiliului | Componența Consiliului | Componența Consiliului |
|  | ------------------------------------------ | ---------- | ---------------------- | ---------------------- | ---------------------- | ---------------------- | ---------------------- | ---------------------- | ---------------------- | ---------------------- | ---------------------- | ---------------------- | ---------------------- | ---------------------- | ---------------------- |
|  | Uniunea Democrată Maghiară din România     | 13         |                        |                        |                        |                        |                        |                        |                        |                        |                        |                        |                        |                        |                        |
|  | Partida Romilor „Pro Europa”               | 1          |                        |                        |                        |                        |                        |                        |                        |                        |                        |                        |                        |                        |                        |
|  | Forța Civică Maghiară - Magyar Polgári Erő | 1          |                        |                        |                        |                        |                        |                        |                        |                        |                        |                        |                        |                        |                        |